# Шивелуч
Шивелуч је најсевернији активни вулкан у Камчатској Покрајини, у Русији. Он је, уз Каримски вулкан, највећи и најактивнији вулкан на Камчатки, као и један од активнијих вулкана на планети. Ова два вулкана имају и највећи еруптивни континуитет на Камчатки.
Назив Шивелуч, односно Шевелуч, потиче од речи „суелич“, која на ителменском језику значи „гора која се пуши“. 
Шивелуч избацује око 0,015 km3 магме годишње, што узрокује честе и масивне, вреле лавине и појаву формација лавичних купола на његовом врху. Емисије вулканског пепела често ометају ваздушни саобраћај који повезује азијски и северноамерички континент.

## Географија
Шивелуч припада групи вулкана Кључевскаја, која заузима простор централне Камчатке, 84 километара северозападно од Уст-Камчатска. Насеље Кључи, удаљено 50 km од Шивелуча, је њему најближе насељено место. Насеље је довољно мало да се брзо евакуише у случају веће ерупције.

## Геолошке одлике
Шивелуч је вулкан Курилско-Камчатског вулканског лука, који обухвата на десетине других вулкана. Дубљом субдукцијом коре Пацифичке плоче под Охотску плочу долази до процеса који узрокују појаву вулкана на површини Земљине коре.

### Структура вулкана
Вулкан Шивелуч има три елемента: стратовулкан Стари Шивелуч; древну калдеру; и активни Млади Шивелуч, са надморском висином од око 2800 метара. Шивелуч спада у веће и активније вулканске структуре на Камчатки. Састављен је од наизменичних слојева очврслог пепела, охлађене лаве и вулканских стена.

### Геолошка историја
Формирање Шивелуча почело је пре око 60.000-70.000 година, током Касног Плеистоцена. Током Холоцена имао је најмање 60 великих ерупција. Најинтензивнији период вулканизма у овој ери, укључујући честе обимне и умерене ерупције, десио се око 6500–6400 пне, 2250–2000 пне и 50–650 године. Ово се поклапа са врхунцем активности осталих вулкана Камчатке. Актуелни активни период почео је око 900. године пре нове ере. Од тада, велике и умерене ерупције прате једна другу у интервалима од 50 до 400 година. У субдукцијским зонама јавља се читав спектар типова лаве: базалтне, базалт-андезитске, двопироксено андезитске, хорнбленда-хиперстен андезитске, хорнбленда андезитске, хорнбленда дацитске, риолитске.
Катастрофалне ерупције су се десиле 1854. и 1956. године, када се велики део лаве спуштио у подножје вулкана.
Последња ерупција Шивелуча почела је 15. августа 1999. године и наставила се 2017. године. Шивелуч је 27. фебруара 2015. године избацивао пепео у атмосферу, који је допрео до Бернинговог мора и Аљаске.
- Активност 6. новембра 2012.
- Активност у јануару 2011.
- Активност 7. септембра 2010
- Активност вулкана 13. фебруара 2010